# آسیاب هشت پیمان
آسیاب هشت پیمان مربوط به سده‌های میانه دوران‌های تاریخی پس از اسلام است و در شهرستان گچساران، بخش مرکزی، دهستان امامزاده جعفر، روستای هشت پیمان واقع شده و این اثر در تاریخ ۶ اسفند ۱۳۸۵ با شمارهٔ ثبت ۱۷۵۳۶ به‌عنوان یکی از آثار ملی ایران به ثبت رسیده است.